# Heros efasciatus
Heros efasciatus — вид прісноводних риб, що мешкають у басейні Амазонки, в Південній Америці. Утримується в акваріумах. Серед акваріумістів відома під назвою «цихлазома северум», що пов'язане із застарілою науковою назвою Cichlasoma severum, а також як «несправжній дискус». У наш час цей вид риб відносять до роду Heros. Значно рідше під назвою «цихлазома северум» в акваріумах трапляються представники іншого близького виду Heros severus.

## Опис
У природі зустрічаються у водоймах північної частини Амазонського басейну, включаючи Ріу-Неґру (Бразилія, Гвіана). Акліматизовані на півдні Невади. Тримаються серед густої рослинності, повалених гілок дерев тощо. Їхнє природне забарвлення варіює залежно від середовища існування від оливково-жовтого до майже чорного. Тіло сплющене з боків. У природних умовах завдовжки досягають 20—30 см, в акваріумах — не перевищують 15—20 см. Статевий диморфізм виражений слабко. Самці мають масивніше тіло, більш видовжені кінці анального та спинного плавців, забарвлення нерідко яскравіше, ніж у самок. У самців більш чітко виділяється так звана маска — узор на голові — на лобі та зябрових кришках. У результаті селекційної роботи були виведені різноманітні кольорові варіації, серед яких виділяють зелену, червоношапочну зелену, золоту та червонокрапкову.

## Утримання та розведення в акваріумі
Утримують в умовах, традиційних для усіх цихлід. Об'єм акваріума — не менше 100 літрів. Склад води принципового значення немає. Температура води для утримання 22—24 °C. Добре уживаються з іншими видами риб, у тому числі меншими за розмірами.
У живленні віддають перевагу тваринній їжі: вживають мотиль та дощові черви, комахи, м'ясо та морепродукти, енхітреї та дрібну рибу, а також сухий корм.
Статевої зрілості досягають на 2—3 році життя. Вода для розведення: твердість до 15°; рН близько 7,0; температура 26—28. Як й інші цихліди, ікру відкладають відкрито, субстратом може слугувати будь-яка рівна нахилена поверхня — шматок пластику, камінь, квітковий горщик тощо. Самка відкладає близько 1000 ікринок. Батьки активно охороняють ікру та мальків. Личинки виводяться через 3 доби, а через 3 дні мальки починають плавати та брати корм.
Тривалість життя до 15 років.